# Ralf van Bühren
Ralf van Bühren (nascido em 3 de fevereiro de 1962) é um historiador de arte alemão, teólogo e historiador da Igreja, que leciona na Pontifícia Universidade de Santa Cruz, em Roma. Suas publicações se especializam na História da Arte Cristã e Arquitetura em geral, bem como na retórica e comunicação visual da arte moderna, no espaço litúrgico após o Concílio de Trento e o Concílio Vaticano II, no Turismo Religioso e sobre a preocupação pastoral dos artistas contemporâneos em particular.

## Carreira e trabalho acadêmico
Van Bühren nasceu em Bad Kreuznach. No Max-Planck-Gymnasium em Trier, ele terminou o ensino médio em 1982. Entre 1984 e 1991, van Bühren estudou História da Arte na Universidade de Trier e na Universidade Ludwig Maximilian de Munique. Em Munique, em 1988, ele se converteu à Igreja Católica Romana.
Em 1994, ele recebeu um doutoramento em história da arte na Universidade de Colônia. A dissertação foi publicada em 1998 como As obras de misericórdia na arte dos séculos XII-XVIII. Mudanças iconográficas causadas pela recepção moderna da retórica. Explica a teoria da arte e a retórica como origens de um modo de representação persuasivo no início da arte moderna.
Entre 1992 e 1995, van Bühren trabalhou como assistente pedagógico no Museumsdienst Köln no Museu Wallraf-Richartz e no Museu Ludwig em Colônia, no serviço de processamento de dados do Bildarchiv Foto Marburg, e como colaborador freelancer no Domforum Köln no Catedral de Colônia e as igrejas românicas de Colônia.
Em 2006, van Bühren recebeu o doutorado em Teologia na Pontifícia Universidade da Santa Cruz, em Roma. A dissertação que ele publicou em 2008 na série Konziliengeschichte (editada por Walter Brandmüller) como Arte e Igreja no século XX. A recepção do Concílio Vaticano II. O prólogo foi escrito por Friedhelm Hofmann, bispo de Wurtzburgo e, na época, membro da Pontifícia Comissão para os Bens Culturais da Igreja, bem como da Comissão de Ciência e Cultura da Conferência Episcopal Alemã.
Desde 2006, van Bühren ensina História da Arte como Professor Associado da Pontifícia Universidade da Santa Cruz, em Roma. O foco de sua pesquisa e de suas palestras na Escola de Comunicações da Igreja é em Arte e Arquitetura como Meios de Comunicação, na Escola de Teologia em Arte Litúrgica da Antiguidade à História Atual e Cristã. Em muitas universidades, essas disciplinas não se classificam entre os cursos exigidos no programa de ensino dos estudos de teologia católica, embora o Concílio Vaticano II tenha reivindicado a consideração da arte. A Universidade de Santa Croce tenta combater esse déficit dentro da educação teológica atual.
Em 1 de julho de 2014, van Bühren foi nomeado consultor do Pontifício Conselho da Cultura.
Desde 2014, ele é membro do Conselho Editorial da revista Church, Communication and Culture, editada pela Escola de Comunicações de Santa Cruz e publicada pela Routledge (Taylor & Francis Group). Recentemente, os estudos de comunicação de van Bühren explicam a importância da história da arte para o turismo religioso, o jornalismo cultural, os correspondentes religiosos e as relações com a mídia da Igreja.
Suas palestras atuais incluem cursos de Christian Art and Architecture in Rome. From Antiquity to the Present (em inglês), aberto a estudantes de outras universidades internacionais. Esses cursos intercalam sessões em sala de aula com visitas ao local.